# Антенна Бевереджа
Антенна Бевереджа — Классический и простейший тип антенны бегущей волны (АБВ).

Анимация, показывающая принцип работы антенны Бевереджа

## Название
Данное название типа АБВ было дано в честь американского изобретателя Гарольда Бевереджа, который в 1921 году получил на неё патент.
За границей принято название нагруженный LW (англ. long wire — длинный провод).
В странах СНГ принято употреблять термин антенна бегущей волны.
Также в русской транскрипции встречается название антенна Бевериджа.

## Описание

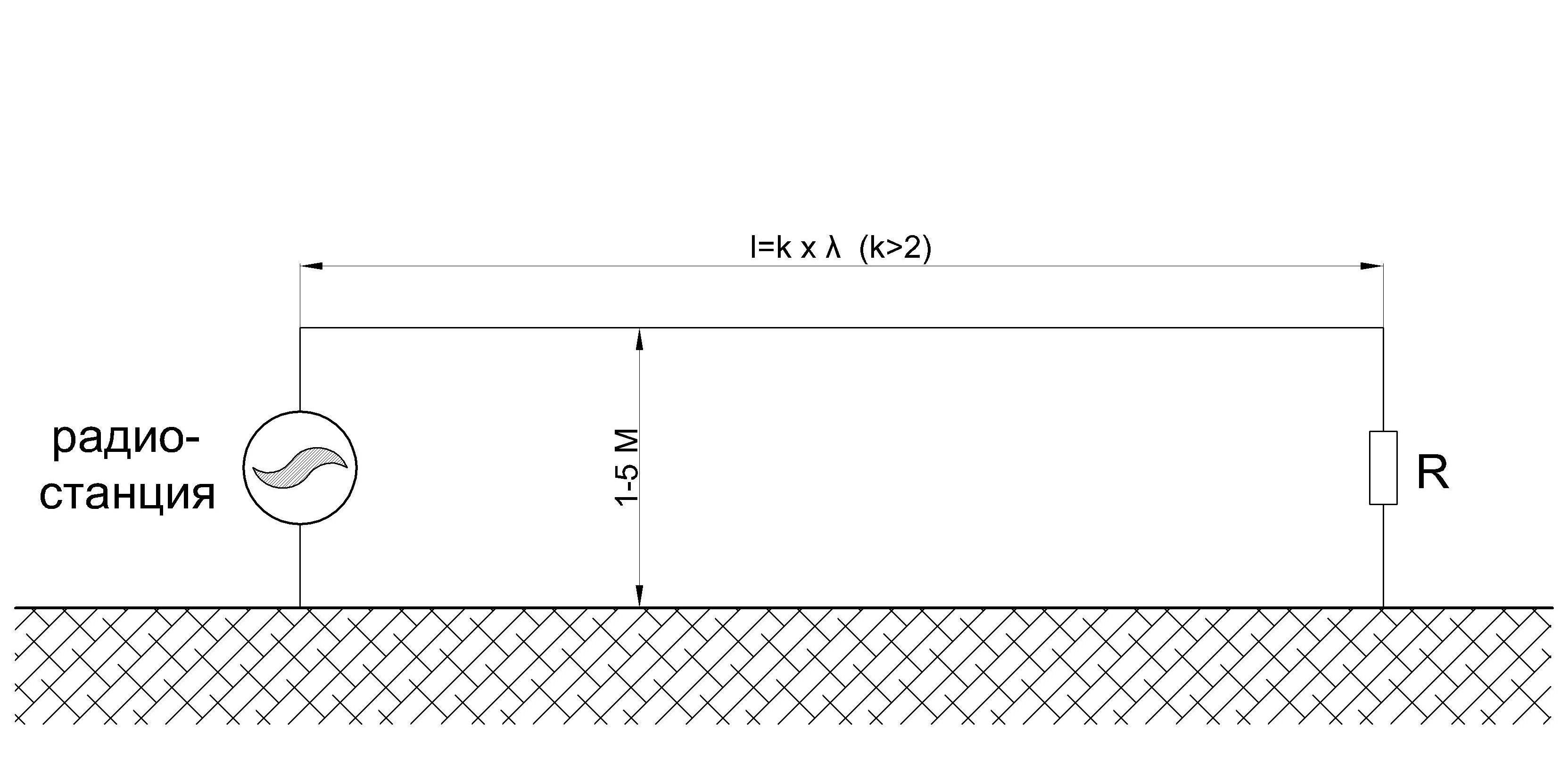
Схема антенны Бевереджа

Основным элементом приёма/излучения электромагнитных колебаний является провод, натянутый параллельно поверхности земли на высоте от 1 до 5 метров и на длину в несколько раз превышающую длину принимаемой/излучаемой волны.
Дальний от радиостанции конец провода соединяется с землёй через резистор с сопротивлением, равным волновому сопротивлению линии, которое образуется проводниками «антенна — земля».
Коэффициент усиления АБВ равен:
{\displaystyle G=K{\frac {L}{l}},}
где G — коэффициент усиления, К — коэффициент, зависящий от качества изготовления АБВ, L — длина антенны, l — длина волны, на которой работает антенна.
Из формулы видно, что коэффициент усиления прямо пропорционален длине полотна антенны.
АБВ принимает электромагнитные колебания от вертикально поляризованной волны, которая падает на неё под небольшим углом. Подобные параметры имеет или поверхностная волна радиостанции, находящейся в пределах радиовидимости, либо волна дальней радиостанции.
Максимальный уровень приёма электромагнитных колебаний лежит в плоскости параллельной полотну антенны. При перпендикулярной направленности электромагнитной волны она не создаст напряжённость в АБВ. А при падении принимаемого сигнала под большим углом, вследствие сложения наведенных в антенне с разными фазами напряжений, последние будут компенсировать друг друга.

## Разновидности антенны Бевереджа

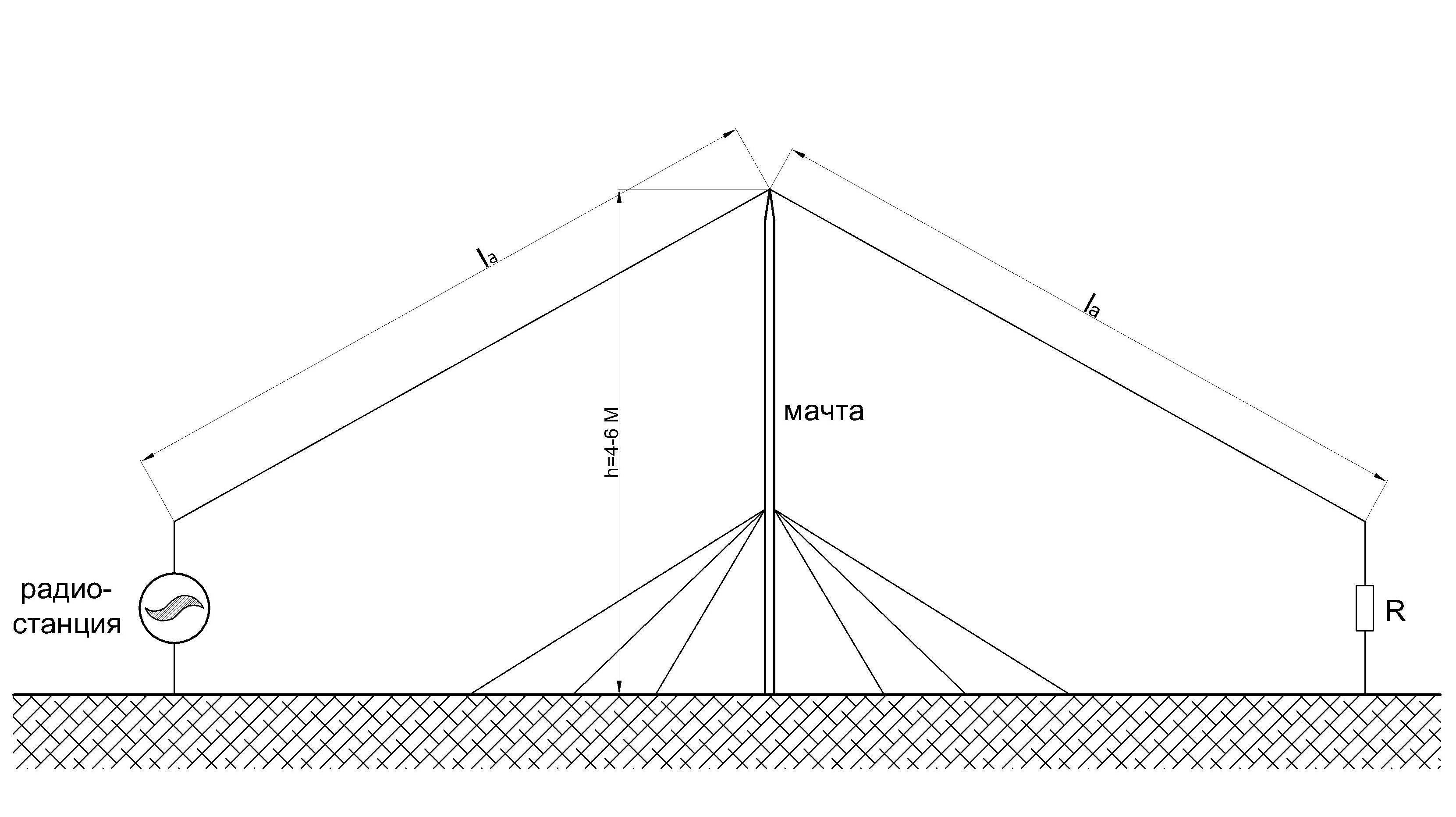
V-образная антенна Бевереджа

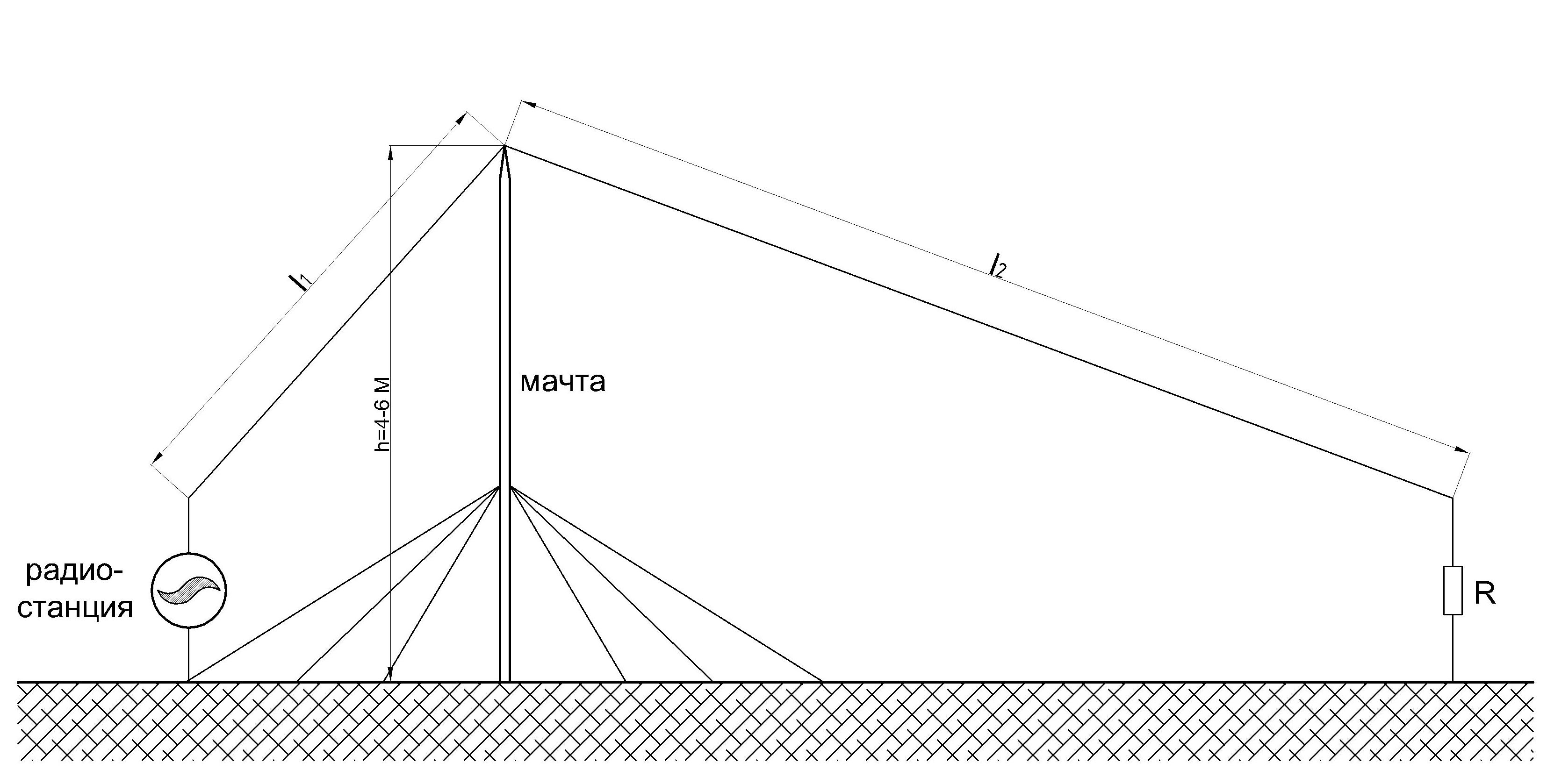
λ-образная антенна бегущей волны

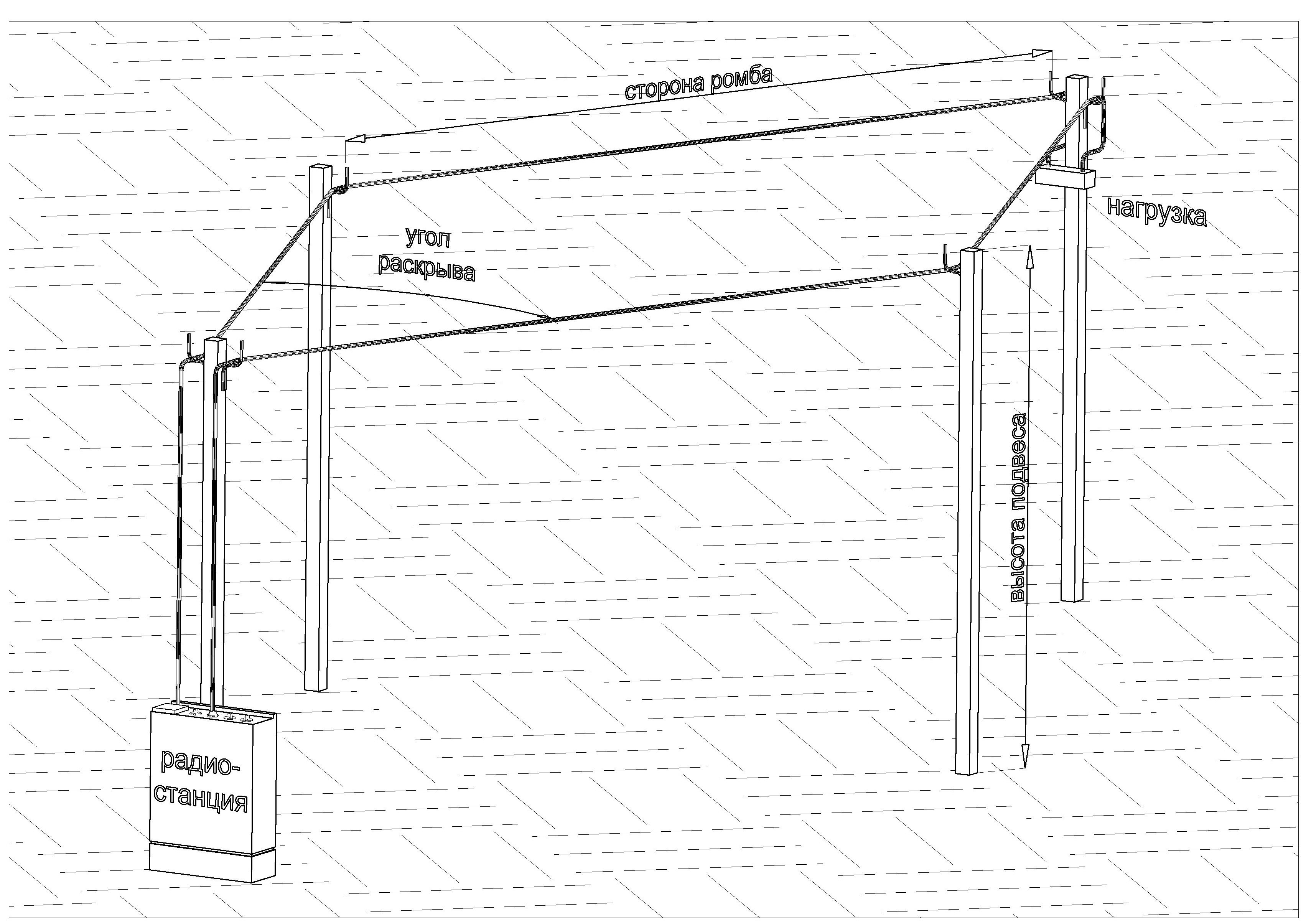
Ромбическая антенна бегущей волны

Для антенны Бевереджа существует несколько разновидностей: 
- Полуромбическая антенна, или V-образная вертикальная антенна. Образуется при подвесе средней точки провода антенны на большой высоте с образованием равнобедренного треугольника (полуромба) в вертикальной плоскости[1][3];
- λ-образная антенна. Вариант полученный преобразованием V-образной антенны, при которой точка подвеса смещается ближе к радиостанции[3][4];
- Ромбическая антенна. Образуется из двухпроводной антенны в форме ромба в горизонтальной плоскости.

## Применение антенны Бевереджа

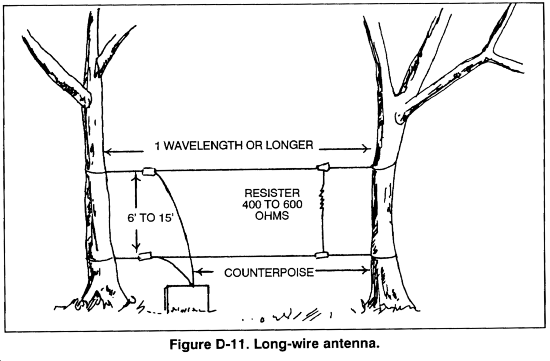
Иллюстрация из руководства по обустройству антенны Бевереджа (long wire) для сухопутных войск Армии США. 1995 год

Антенна Бевереджа широко применяется в любительской радиосвязи, причём иногда используется она в вариантах, отличающихся от классической схемы как ненагруженная антенна Бевериджа (то есть низковисящий провод, запитанный с конца без нагрузки на дальнем конце) или антенна Бевериджа, лежащая на земле (англ. Beverage on the ground).
В вооружённых силах многих государств антенна Бевереджа используется для увеличения дальности связи переносных радиостанций в звене взвод — рота и рота — батальон.
К примеру, штатная радиостанция командира взвода мотострелковых войск ВС СССР Р-158 при использовании штатной штыревой антенны конструкции Куликова обеспечивает дальности связи до 4 километров. При использовании λ-образной антенны дальность связи возрастает до 10 километров.
Штатная радиостанция командира роты мотострелковых войск ВС СССР Р-159 имеет аналогичные показатели при работе со штыревой антенной до 27 километров, с антенной бегущей волны — до 50 километров.